# Eastern Professional Basketball League 1952-1953
La stagione EPBL 1952-53 fu la 7ª della Eastern Professional Basketball League. Parteciparono 6 squadre in un unico girone.
Rispetto alla stagione precedente si aggiunsero gli Harrisburg Capitols e i Lebanon Seltzers. I Berwick Carbuilders ripresero l'attività. Gli Hazleton Mountaineers, i Pottsville Packers e i Reading Merchants scomparvero.

## Squadre partecipanti
- Berwick Carbuilders
- Harrisburg Capitols
- Lancaster Rockets
- Lebanon Seltzers
- Sunbury Mercuries
- Williamsport Billies

## Classifica
| Squadra              | V  | P  | %    | GB  |
| -------------------- | -- | -- | ---- | --- |
| Sunbury Mercuries    | 17 | 3  | 85,0 | -   |
| Williamsport Billies | 13 | 7  | 65,0 | 4   |
| Lancaster Rockets    | 9  | 10 | 47,4 | 7,5 |
| Berwick Carbuilders  | 8  | 12 | 40,0 | 9   |
| Harrisburg Capitols  | 7  | 12 | 36,9 | 9,5 |
| Lebanon Seltzers     | 5  | 15 | 33,3 | 12  |

## Play-off

### Semifinali
|  | Berwick Carbuilders | 80 – 59 | Sunbury Mercuries |  |

|  | Sunbury Mercuries | 73 – 70 | Berwick Carbuilders |  |

|  | Berwick Carbuilders | 95 – 90 (d.1t.s.) | Sunbury Mercuries |  |

|  | Williamsport Billies | 81 – 64 | Lancaster Rockets |  |

### Finale
|  | Berwick Carbuilders | 76 – 74 | Williamsport Billies |  |

|  | Williamsport Billies | 77 – 73 | Berwick Carbuilders |  |

|  | Williamsport Billies | 81 – 64 | Berwick Carbuilders |  |

### Tabellone
|  | Semifinali | Semifinali   | Semifinali  |             |         | Finale  | Finale | Finale |  |
|  |            |              |             |             |         |         |        |        |  |
|  | 1          | Sunbury      | 1           |             |         |         |        |        |  |
|  | 1          | Sunbury      | 1           |             |         |         |        |        |  |
|  | 4          | Berwick      | 2           |             |         |         |        |        |  |
|  | 4          | Berwick      | 2           |             | Berwick | Berwick | 1      |        |  |
|  |            |              |             |             | Berwick | Berwick | 1      |        |  |
|  |            |              | Wiliamsport | Wiliamsport | 2       |         |        |        |  |
|  | 3          | Lancaster    | Wiliamsport | Wiliamsport | 2       | 0       |        |        |  |
|  | 3          | Lancaster    |             |             |         |         |        |        |  |
|  | 2          | Williamsport | 1           |             |         |         |        |        |  |

## Vincitore
| Campione EPBL 1953               |
| -------------------------------- |
| Williamsport Billies (2º titolo) |

## Premi EPBL
- EPBL Most Valuable Player: Jack McCloskey, Sunbury Mercuries